# Candor (Nueva York)
Candor es un pueblo ubicado en el condado de Tioga en el estado estadounidense de Nueva York. En el año 2000 tenía una población de 5,317 habitantes y una densidad poblacional de 21.7 personas por km².

## Geografía
Candor se encuentra ubicado en las coordenadas 42°13′49″N 76°20′16″O / 42.23028, -76.33778.

## Demografía
Según la Oficina del Censo en 2000 los ingresos medios por hogar en la localidad eran de $37,633, y los ingresos medios por familia eran $43,186. Los hombres tenían unos ingresos medios de $30,441 frente a los $22,324 para las mujeres. La renta per cápita para la localidad era de $16,967. Alrededor del 9.8% de la población estaban por debajo del umbral de pobreza.